# Jean de Gaulle
Pour les articles homonymes, voir famille de Gaulle.
Jean de Gaulle, né le 13 juin 1953 à Bourg-en-Bresse (Ain), est un homme politique français. Fils de Philippe de Gaulle et d'Henriette de Montalembert, petit-fils de Charles de Gaulle, il est député de 1986 à 2007.

## Vie professionnelle

### Parcours universitaire
Diplômé de l'École supérieure libre des sciences commerciales appliquées (ESLSCA), Jean de Gaulle obtient ensuite un diplôme d'études supérieures spécialisées (DESS) de gestion financière, ainsi qu'un diplôme d'études approfondies (DEA) de contrôle de gestion de l'université de Paris IX-Dauphine et un autre DESS de l'Institut national des techniques économiques et comptables (Intec du Conservatoire national des Arts et Métiers) en expertise comptable, de l'Executive Master of Business Administration (EMBA) du groupe HEC.

### Carrière professionnelle

#### Audit et comptabilité
Il commence ensuite sa carrière dans l'audit et l'expertise comptable pour devenir associé au sein du cabinet d'audit et d'expertise comptable Barbier-Frinault & Associés à Paris (1983-1986), membre du réseau international Arthur Andersen. Expert comptable et commissaire aux comptes, il exerce à titre libéral durant la période 1986-2006. 

#### Cour des comptes
Le 21 décembre 2006, il est nommé au tour extérieur conseiller-maître à la Cour des comptes, puis devient président de section (2013-2021), rapporteur général adjoint (2016-2018) et prend sa retraite le 1er janvier 2021. Il est membre de l'Autorité des marchés financiers (AMF) de février 2019 à septembre 2021. Parallèlement, il a été membre titulaire du Haut Conseil du mécénat culturel (1987-1989), du Haut Conseil du secteur public (1987-1990), du Conseil supérieur de l'électricité et du gaz (2002-2004), du Conseil de l'Immobilier de l’État (2006), et vice-président du conseil de surveillance d'une société parisienne de capital-investissement (2009-2018). Il est auditeur à l'Institut des hautes études de défense nationale (IHEDN) en 2005-2006, 58e session.

## Engagement politique
Il est élu député des Deux-Sèvres de 1986 à 1993, maire de Thénezay dans les Deux-Sèvres (1989-1995), puis membre et vice-président du Conseil régional de Poitou-Charentes (1992-1994). Il est élu député de Paris (1993 à 2007), secrétaire de l'Assemblée nationale (1992-1995), vice-président de l'Assemblée nationale (1995-1997). Il fait alors partie du groupe UMP. Élu au Conseil de Paris en 1995, il devient adjoint au maire de Paris de 1996 à 2001. Il démissionne le 2 janvier 2007 de son mandat de député du fait de sa nomination à la Cour des comptes et ne se représente pas aux élections législatives de 2007.

## Mandats électifs
- Conseiller municipal :
  - 24/03/1989 - 18/06/1995 : maire de Thénezay (Deux-Sèvres)
  - 19/06/1995 - 18/03/2001 : membre du Conseil de Paris (faisant office de conseil municipal et de conseil général)
  - 22/07/1996 - 18/03/2001 : adjoint au maire de Paris
- Conseiller régional :
  - 23/03/1992 - 15/09/1994 : vice-président du Conseil régional de Poitou-Charentes
- Député :
  - 02/04/1986 - 14/05/1988 : député des Deux-Sèvres
  - 06/06/1988 - 01/04/1993 : député de la troisième circonscription des Deux-Sèvres
  - 02/04/1993 - 21/04/1997 : député de la huitième circonscription de Paris
  - 01/06/1997 - 16/06/2002 : député de la huitième circonscription de Paris
  - 16/06/2002 - 02/01/2007 : député de la huitième circonscription de Paris